# Santokhgarh
Santokhgarh is een nagar panchayat (plaats) in het district Una van de Indiase staat Himachal Pradesh. 

## Demografie
Volgens de Indiase volkstelling van 2001 wonen er 8.304 mensen in Santokhgarh, waarvan 51% mannelijk en 49% vrouwelijk is. De plaats heeft een alfabetiseringsgraad van 68%. 